# Nazionale maschile di football americano dell'Ucraina
La nazionale di football americano dell'Ucraina è la selezione maggiore maschile di Football americano della Federazione ucraina di American Football, che rappresenta l'Ucraina nelle varie competizioni ufficiali o amichevoli riservate a squadre nazionali.

## Risultati
Legenda: Grassetto: Risultato migliore, Corsivo: Mancate partecipazioni

## Dettaglio stagioni

### Amichevoli
| Stagione | Vin | Par | Per | Tot | PF | PS | avversaria  |
| -------- | --- | --- | --- | --- | -- | -- | ----------- |
| 2017     | 1   | 0   | 0   | 1   | 33 | 0  | Bielorussia |
| Totale   | 1   | 0   | 0   | 1   | 33 | 0  |             |

Fonte: idrottonline.se

### Tornei

#### Europei

##### Europeo ante-2001

###### Fase finale
| Stagione | regular season | regular season | regular season | regular season | regular season | regular season | playoff | playoff | playoff | playoff | playoff | playoff      | playoff    |
|          | Vin            | Par            | Per            | Tot            | PF             | PS             | Vin     | Per     | Tot     | PF      | PS      | risultato    | avversaria |
| -------- | -------------- | -------------- | -------------- | -------------- | -------------- | -------------- | ------- | ------- | ------- | ------- | ------- | ------------ | ---------- |
| 1995     |                |                |                |                |                |                | 0       | 2       | 2       | 0       | 55      | Quarto posto | Austria    |
| 2000     |                |                |                |                |                |                | 0       | 1       | 1       | 6       | 45      | Terzo posto  | Germania   |
| Totale   |                |                |                |                |                |                | 0       | 3       | 3       | 6       | 100     |              |            |

Fonte: americanfootballitalia.com

###### Qualificazioni
| Stagione | regular season | regular season | regular season | regular season | regular season | regular season | playoff | playoff | playoff | playoff | playoff | playoff   | playoff    |
|          | Vin            | Par            | Per            | Tot            | PF             | PS             | Vin     | Per     | Tot     | PF      | PS      | risultato | avversaria |
| -------- | -------------- | -------------- | -------------- | -------------- | -------------- | -------------- | ------- | ------- | ------- | ------- | ------- | --------- | ---------- |
| 1997     |                |                |                |                |                |                | 0       | 1       | 1       | 0       | 56      |           | Svezia     |
| 1998     |                |                |                |                |                |                | 1       | 0       | 0       | 13      | 3       |           | Russia     |
| 2001     |                |                |                |                |                |                | 0       | 1       | 1       | 0       | 48      |           | Svezia     |
| Totale   |                |                |                |                |                |                | 1       | 2       | 3       | 13      | 107     |           |            |

Fonte: americanfootballitalia.com

### Riepilogo partite disputate
| Anno            | Luogo     | Evento     | Fase del torneo      | Incontro              | Risultato |
| 16 agosto 1995  | Innsbruck | Europeo    | Semifinale           | Finlandia - Ucraina   | 37 - 0    |
| 1995            | ?         | Europeo    | Finale 3º - 4º posto | Austria - Ucraina     | 18 - 0    |
| 1997            | Malmö     | Europeo    | Qualificazioni       | Svezia - Ucraina      | 56 - 0    |
| 11 ottobre 1998 | ?         | Europeo    | Qualificazioni       | Ucraina - Russia      | 13 - 3    |
| 24 luglio 2000  | Amburgo   | Europeo    | Semifinale           | Germania - Ucraina    | 45 - 6    |
| 26 maggio 2001  | Donec'k   | Europeo    | Quarti di finale     | Ucraina - Svezia      | 0 - 48    |
| 14 ottobre 2017 | Irpin'    | Amichevole |                      | Ucraina - Bielorussia | 33 - 0    |

## Confronti con le altre Nazionali
Questi sono i saldi dell'Ucraina nei confronti delle Nazionali incontrate.

### Saldo positivo
| Nazionale   | Giocate | Vinte | Pareggiate | Perse | PF | PS | Ultima vittoria | Ultimo pari | Ultima sconfitta |
| ----------- | ------- | ----- | ---------- | ----- | -- | -- | --------------- | ----------- | ---------------- |
| Bielorussia | 1       | 1     | 0          | 0     | 33 | 0  | 2017            | -           | -                |
| Russia      | 1       | 1     | 0          | 0     | 13 | 3  | 1998            | -           | -                |

### Saldo negativo
| Nazionale | Giocate | Vinte | Pareggiate | Perse | PF | PS  | Ultima vittoria | Ultimo pari | Ultima sconfitta |
| --------- | ------- | ----- | ---------- | ----- | -- | --- | --------------- | ----------- | ---------------- |
| Austria   | 1       | 0     | 0          | 1     | 0  | 18  | -               | -           | 1995             |
| Finlandia | 1       | 0     | 0          | 1     | 0  | 37  | -               | -           | 1995             |
| Svezia    | 2       | 0     | 0          | 2     | 0  | 104 | -               | -           | 2001             |
| Germania  | 1       | 0     | 0          | 1     | 6  | 45  | -               | -           | 2000             |